# Abercrombie (Schiff, 1943)
HMS Abercrombie (F109) war ein im Zweiten Weltkrieg gebauter Monitor der Roberts-Klasse. Sie war das zweite Schiff der Royal Navy, das nach dem General Sir Ralph Abercrombie benannt wurde. Vorher hatte schon im Ersten Weltkrieg ein schwerer Monitor den Namen getragen.

Der Monitor wurde mit den Battle Honours Sicily 1943, Salerno 1943 und Mediterranean 1943 ausgezeichnet. Nach einem Minentreffer am 9. September 1943 sowie erneuten Minentreffern im Sommer 1944 wurde der Monitor bis zum Kriegsende nicht wieder aktiv eingesetzt.

Ab dem 24. Dezember 1954 wurde die Abercrombie als vorletzter Monitor der Royal Navy in Barrow abgewrackt.

## Einsatzgeschichte derAbercrombie
Zu Beginn des Zweiten Weltkrieges verfügte die Royal Navy mit Erebus und Terror noch über zwei schwere Monitore. Die Kriegsentwicklung zeigte früh, dass ein alliierter Sieg nur über Landungsoperationen erreichbar sein würde. Monitore schienen geeignet, diese zu unterstützen, ohne wertvolle und aufwändiger zu bauende Fahrzeuge einzusetzen. Daher wurden die beiden Schiffe der Roberts-Klasse entwickelt.
Der Monitor Abercrombie entstand auf dem High Walker Yard von Vickers-Armstrongs am Tyne. Die Kiellegung des Schiffes erfolgte am 26. April 1941 und der Stapellauf fand am 31. März 1942 statt. Am 5. Mai 1943 wurde die Abercrombie als zweites und letztes Schiff der Roberts-Klasse abgeliefert. Der auf dem Schiff installierte 381-mm-Geschützturm war schon im Ersten Weltkrieg als Reserveturm für den Leichten Schlachtkreuzer (später Flugzeugträger) Furious gefertigt worden.

### Mittelmeereinsatz
Nach der Fertigstellung wurde die Abercrombie ab Juni 1943 zur Unterstützung der Alliierten Invasion auf Sizilien eingesetzt. Der neue Monitor sollte im US-amerikanischen Landungsabschnitt zusammen mit Kreuzern der US Navy zum Einsatz kommen. Am 8. Juli verließ das Schiff Tunis, um am 9. die Landung der 45th US Infantry Division bei Scoglitti in CENT-Sektor zusammen mit der Philadelphia und 15 Zerstörern US Navy zu unterstützen. Am 16. beschoss der Monitor zusammen mit den amerikanischen Kreuzern Birmingham und Philadelphia Porto Empedocle zur Unterstützung des Vormarsches der US 7th Army das Festland.
Im August 1943 kehrte der Monitor wieder zu den anderen Einheiten der Royal Navy zurück, um die britischen Landungen auf dem italienischen Festland zu unterstützen. Am 2. September beschoss die Abercrombie zusammen mit den Monitoren Erebus und Roberts, den Schlachtschiffen Valiant und Warspite sowie den Kreuzern Orion und Mauritius die italienische Küste zwischen Reggio Calabria und Pessaro. Ab dem 3. September unterstützte der Monitor die Landung des XIII. britischen AK nahe Reggio und Villa San Giovanni.
Für die folgende Landung bei Salerno (Operation Avalanche) wurde der Monitor erneut dem amerikanischen Landungsabschnitt zugeteilt. Mit dem Konvoi FSS2 marschierte das Schiff ab dem 7. von Bizerta nach Paestum, wo es mit den amerikanischen Kreuzern Philadelphia, Brooklyn und Savannah, dem niederländischen Kanonenboot Flores und 17 US-amerikanischen Zerstörern die Landung alliierter Truppen unterstützte. Dabei löste die Abercrombie am Abend des ersten Einsatztages eine Mine aus und wurde erheblich beschädigt. Die Mine explodierte unter dem Torpedoabwehr-Wulst an Steuerbord auf Höhe des Dreibeinmastes. Sie riss dort ein großes Leck, das eine erhebliche Schlagseite verursachte, die man durch Flutungen ausgleichen konnte. Schlimmer war jedoch der Ausfall des Hauptgefechtstands und des Radars. Die geplanten Einsätze waren so unmöglich. Auch wurde befürchtet, durch weitere Einsätze die vorhandenen Schäden weiter auszuweiten. Der Monitor lief daher zurück nach Palermo und dann nach Bizerta und schließlich nach Tarent.
Die Reparatur der Schäden erfolgte ab dem 7. Oktober 1943 in Tarent beim neuen Alliierten Italien. Seit einer Woche wieder einsatzfähig lief das Schiff am 21. August 1944 bei einer Übung südöstlich von Malta erneut auf zwei Minen; eine explodierte wieder steuerbords; das neue Leck war kleiner als das im Vorjahr, die zweite Mine explodierte allerdings unter dem Kiel. Durch die Explosionen wurden beide Antriebswellen verbogen, dazu brachen Stützstreben ab. Der Monitor erreichte mit Mühe Malta und fiel für weitere elf Monate aus.

### Das Ende des Schiffes
Erst im Sommer 1945 war der Monitor wieder einsatzbereit und wurde zur Eastern Fleet, verlegt um bei den geplanten Landungen auf der Malaiischen Halbinsel eingesetzt zu werden. Als die erste amerikanische Atombombe auf Hiroshima fiel, verließ der Monitor auf seiner Fahrt ins neue Einsatzgebiet Aden Richtung Malaya. Die Reise wurde im Indischen Ozean abgebrochen, da eine militärische Verwendung nicht mehr notwendig war.
Im November 1945 traf das Schiff in Chatham ein und diente dann als Artillerie-Schul- und Wohnschiff bis 1953. Der Monitor wurde nach Portsmouth geschleppt und im Fareham Creek aufgelegt und 1954 zum Abwracken verkauft.